# Alan Bahia
Pour les articles homonymes, voir Bahia (homonymie).
Alan Bahia est un footballeur brésilien né le 14 janvier 1983. Il évolue au poste de milieu défensif.

## Palmarès
- Champion de l’État du Paraná : 2005
- Championnat du Brésil : 2001